# Onthophagus lunatus
Onthophagus lunatus là một loài bọ cánh cứng trong họ Bọ hung (Scarabaeidae).